# Réseau de cavités du nord-ouest de la Seine-Maritime
Réseau de cavités du nord-ouest de la Seine-Maritime este o arie protejată (sit de importanță comunitară — SCI) din Franța întinsă pe o suprafață de 26,65 ha, integral pe uscat.

## Localizare
Centrul sitului Réseau de cavités du nord-ouest de la Seine-Maritime este situat la coordonatele 49°41′09″N 0°18′09″E / 49.68583°N 0.3025°E.

## Înființare
Situl Réseau de cavités du nord-ouest de la Seine-Maritime a fost declarat arie specială de conservare în baza directivei 92/43 din 1992 referitoare la conservarea habitatelor naturale și a faunei și florei sălbatice pentru a proteja 6 specii de animale.

## Biodiversitate
Situată în ecoregiunea atlantică, aria protejată conține 4 habitate naturale: Păduri de fag acidofile atlantice, cu subarboret de Ilex și, uneori, de asemenea, Taxus, la nivelul arbuștilor (Quercion robori-petraeae sau Ilici-Fagenion), Păduri pe pante, grohotișuri și ravene de Tilio-Acerion, Păduri de stejar sau de stejar și carpen sub-atlantice și medio-europene de Carpinion betuli, Peșteri inaccesibile publicului.
La baza desemnării sitului se află mai multe specii protejate de  mamifere (6): liliac cârn (Barbastella barbastellus), liliac cu urechi mari (Myotis bechsteinii), liliac cărămiziu (Myotis emarginatus), liliac comun (Myotis myotis), liliacul mare cu potcoavă (Rhinolophus ferrumequinum), liliacul mic cu potcoavă (Rhinolophus hipposideros).
Pe lângă speciile protejate, pe teritoriul sitului au mai fost identificate 6 specii de mamifere.